# Vuelta a la Comunidad Valenciana 2021
La 72.ª edición de la competición ciclista Vuelta a la Comunidad Valenciana fue una carrera de ciclismo en ruta por etapas que se celebró entre el 14 y el 18 de abril en España, con inicio en el municipio de la Comunidad Valenciana de Elche y final en la ciudad de Valencia sobre un recorrido de 715,7 kilómetros. Inicialmente prevista para disputarse entre el 3 y 7 de febrero, debido a la pandemia de COVID-19, donde la emergencia sanitaria por el virus SARS-CoV-2 había obligado la cancelación o suspensión de diferentes eventos deportivos en todo el mundo, la prueba debió modificar su fecha de celebración.
La carrera formó parte del UCI ProSeries 2021, calendario ciclístico mundial de segunda división, dentro de la categoría UCI 2.Pro y fue ganada por el suizo Stefan Küng del Groupama-FDJ. Completaron el podio, como segundo y tercer clasificado respectivamente, el portugués Nélson Oliveira y el español Enric Mas, ambos del Movistar.

## Equipos participantes
Tomaron parte en la carrera 15 equipos: 4 de categoría UCI WorldTeam, 8 de categoría UCI ProTeam y 3 de categoría Continental. Formaron así un pelotón de 116 ciclistas de los que acabaron 107. Los equipos participantes fueron:
| WorldTeams (4)- Cofidis - Groupama-FDJ - Lotto Soudal - Movistar Team ProTeams (8)- Arkéa-Samsic - B&B Hotels p/b KTM - Bingoal Pauwels Sauces WB - Burgos-BH - Caja Rural-Seguros RGA - Equipo Kern Pharma - Euskaltel-Euskadi - Rally Cycling Equipos continentales (3)- EvoPro Racing - Tarteletto-Isorex - Mg.k Vis VPM |
| |

## Recorrido
La Vuelta a la Comunidad Valenciana dispuso de cinco etapas para un recorrido total de 715,7 kilómetros.
| Etapa     | Fecha     | Recorrido                  | type                    | Distancia (km) | Desnivel (m) | Ganador       | Líder         |
| --------- | --------- | -------------------------- | ----------------------- | -------------- | ------------ | ------------- | ------------- |
| 1.ª etapa | 14 de abr | Elche – Ondara             | etapa de media montaña  | 168,92         | 2557 m       | Miles Scotson | Miles Scotson |
| 2.ª etapa | 15 de abr | Alicante – Alicante        | etapa llana             | 177,4          | 1471 m       | Arnaud Démare | Miles Scotson |
| 3.ª etapa | 16 de abr | Torrente – Fuente la Reina | etapa de media montaña  | 164,83         | 3336 m       | Enric Mas     | Enric Mas     |
| 4.ª etapa | 17 de abr | chilches – Almenara        | contrarreloj individual | 14,4           | 43 m         | Stefan Küng   | Stefan Küng   |
| 5.ª etapa | 18 de abr | Paterna – Valencia         | etapa llana             | 91,72          | 664 m        | Arnaud Démare | Stefan Küng   |

## Desarrollo de la carrera

### 1.ª etapa
| Elche - Ondara | etapa de media montaña | (168,92 km) |

| \| Clasificación de la etapa \| Clasificación de la etapa \| Clasificación de la etapa \| Clasificación de la etapa \| Clasificación de la etapa \| \| Ciclista \| Ciclista \| Equipo \| Tiempo \| \| \| ------------------------- \| ------------------------- \| ------------------------- \| ------------------------- \| ------------------------- \| \| 1.º \| Miles Scotson \| Groupama-FDJ \| 4 h 14 min 57 s \| \| \| 2.º \| John Degenkolb \| Lotto-Soudal \| + 28 s \| \| \| 3.º \| Alan Riou \| Arkéa-Samsic \| + 28 s \| \| \| 4.º \| Colin Joyce \| Rally Cycling \| + 28 s \| \| \| 5.º \| Simone Consonni \| Cofidis \| + 28 s \| \| \| 6.º \| Thibault Ferasse \| B&B Hotels p/b KTM \| + 28 s \| \| \| 7.º \| Stefan Küng \| Groupama-FDJ \| + 28 s \| \| \| 8.º \| Franck Bonnamour \| B&B Hotels p/b KTM \| + 28 s \| \| \| 9.º \| Jonathan Lastra \| Caja Rural-Seguros RGA \| + 28 s \| \| \| 10.º \| Rémy Mertz \| Bingoal Pauwels Sauces WB \| + 28 s \| \| |                  |                           |                 |
| |                  |                           |                 |
| Fuente: ProCyclingStats |                  |                           |                 |
| Clasificación de la etapa |                  |                           |                 |
| Ciclista | Ciclista         | Equipo                    | Tiempo          |
| 1.º | Miles Scotson    | Groupama-FDJ              | 4 h 14 min 57 s |
| 2.º | John Degenkolb   | Lotto-Soudal              | + 28 s          |
| 3.º | Alan Riou        | Arkéa-Samsic              | + 28 s          |
| 4.º | Colin Joyce      | Rally Cycling             | + 28 s          |
| 5.º | Simone Consonni  | Cofidis                   | + 28 s          |
| 6.º | Thibault Ferasse | B&B Hotels p/b KTM        | + 28 s          |
| 7.º | Stefan Küng      | Groupama-FDJ              | + 28 s          |
| 8.º | Franck Bonnamour | B&B Hotels p/b KTM        | + 28 s          |
| 9.º | Jonathan Lastra  | Caja Rural-Seguros RGA    | + 28 s          |
| 10.º | Rémy Mertz       | Bingoal Pauwels Sauces WB | + 28 s          |

| \| Clasificación general \| Clasificación general \| Clasificación general \| Clasificación general \| Clasificación general \| \| Ciclista \| Ciclista \| Equipo \| Tiempo \| \| \| --------------------- \| ----------------------- \| --------------------- \| --------------------- \| --------------------- \| \| 1.º \| Miles Scotson \| Groupama-FDJ \| 4 h 14 min 47 s \| \| \| 2.º \| John Degenkolb \| Lotto-Soudal \| + 32 s \| \| \| 3.º \| Alan Riou \| Arkéa-Samsic \| + 34 s \| \| \| 4.º \| Enric Mas \| Movistar Team \| + 35 s \| \| \| 5.º \| Nélson Filippe Oliveira \| Movistar Team \| + 36 s \| \| \| 6.º \| Victor Lafay \| Cofidis \| + 37 s \| \| \| 7.º \| Colin Joyce \| Rally Cycling \| + 38 s \| \| \| 8.º \| Simone Consonni \| Cofidis \| + 38 s \| \| \| 9.º \| Thibault Ferasse \| B&B Hotels p/b KTM \| + 38 s \| \| \| 10.º \| Stefan Küng \| Groupama-FDJ \| + 38 s \| \| |                         |                    |                 |
| |                         |                    |                 |
| Fuente: ProCyclingStats |                         |                    |                 |
| Clasificación general |                         |                    |                 |
| Ciclista | Ciclista                | Equipo             | Tiempo          |
| 1.º | Miles Scotson           | Groupama-FDJ       | 4 h 14 min 47 s |
| 2.º | John Degenkolb          | Lotto-Soudal       | + 32 s          |
| 3.º | Alan Riou               | Arkéa-Samsic       | + 34 s          |
| 4.º | Enric Mas               | Movistar Team      | + 35 s          |
| 5.º | Nélson Filippe Oliveira | Movistar Team      | + 36 s          |
| 6.º | Victor Lafay            | Cofidis            | + 37 s          |
| 7.º | Colin Joyce             | Rally Cycling      | + 38 s          |
| 8.º | Simone Consonni         | Cofidis            | + 38 s          |
| 9.º | Thibault Ferasse        | B&B Hotels p/b KTM | + 38 s          |
| 10.º | Stefan Küng             | Groupama-FDJ       | + 38 s          |

### 2.ª etapa
| Alicante - Alicante | etapa llana | (177,4 km) |

| \| Clasificación de la etapa \| Clasificación de la etapa \| Clasificación de la etapa \| Clasificación de la etapa \| Clasificación de la etapa \| \| Ciclista \| Ciclista \| Equipo \| Tiempo \| \| \| ------------------------- \| ------------------------- \| ------------------------- \| ------------------------- \| ------------------------- \| \| 1.º \| Arnaud Démare \| Groupama-FDJ \| 4 h 09 min 23 s \| \| \| 2.º \| Timothy Dupont \| Bingoal Pauwels Sauces WB \| + 0 s \| \| \| 3.º \| Caleb Ewan \| Lotto-Soudal \| + 0 s \| \| \| 4.º \| Simone Consonni \| Cofidis \| + 0 s \| \| \| 5.º \| Sebastián Mora \| Movistar Team \| + 0 s \| \| \| 6.º \| Jacopo Guarnieri \| Groupama-FDJ \| + 0 s \| \| \| 7.º \| Edwin Ávila \| Burgos-BH \| + 0 s \| \| \| 8.º \| Colin Joyce \| Rally Cycling \| + 0 s \| \| \| 9.º \| Felipe Orts \| Burgos-BH \| + 0 s \| \| \| 10.º \| Gil D'Heygere \| Tarteletto-Isorex \| + 0 s \| \| |                  |                           |                 |
| |                  |                           |                 |
| Fuente: ProCyclingStats |                  |                           |                 |
| Clasificación de la etapa |                  |                           |                 |
| Ciclista | Ciclista         | Equipo                    | Tiempo          |
| 1.º | Arnaud Démare    | Groupama-FDJ              | 4 h 09 min 23 s |
| 2.º | Timothy Dupont   | Bingoal Pauwels Sauces WB | + 0 s           |
| 3.º | Caleb Ewan       | Lotto-Soudal              | + 0 s           |
| 4.º | Simone Consonni  | Cofidis                   | + 0 s           |
| 5.º | Sebastián Mora   | Movistar Team             | + 0 s           |
| 6.º | Jacopo Guarnieri | Groupama-FDJ              | + 0 s           |
| 7.º | Edwin Ávila      | Burgos-BH                 | + 0 s           |
| 8.º | Colin Joyce      | Rally Cycling             | + 0 s           |
| 9.º | Felipe Orts      | Burgos-BH                 | + 0 s           |
| 10.º | Gil D'Heygere    | Tarteletto-Isorex         | + 0 s           |

| \| Clasificación general \| Clasificación general \| Clasificación general \| Clasificación general \| Clasificación general \| \| Ciclista \| Ciclista \| Equipo \| Tiempo \| \| \| --------------------- \| ----------------------- \| --------------------- \| --------------------- \| --------------------- \| \| 1.º \| Miles Scotson \| Groupama-FDJ \| 8 h 24 min 10 s \| \| \| 2.º \| John Degenkolb \| Lotto-Soudal \| + 32 s \| \| \| 3.º \| Alan Riou \| Arkéa-Samsic \| + 34 s \| \| \| 4.º \| Enric Mas \| Movistar Team \| + 35 s \| \| \| 5.º \| Nélson Filippe Oliveira \| Movistar Team \| + 36 s \| \| \| 6.º \| Victor Lafay \| Cofidis \| + 37 s \| \| \| 7.º \| Simone Consonni \| Cofidis \| + 38 s \| \| \| 8.º \| Colin Joyce \| Rally Cycling \| + 38 s \| \| \| 9.º \| Matis Louvel \| Arkéa-Samsic \| + 38 s \| \| \| 10.º \| Franck Bonnamour \| B&B Hotels p/b KTM \| + 38 s \| \| |                         |                    |                 |
| |                         |                    |                 |
| Fuente: ProCyclingStats |                         |                    |                 |
| Clasificación general |                         |                    |                 |
| Ciclista | Ciclista                | Equipo             | Tiempo          |
| 1.º | Miles Scotson           | Groupama-FDJ       | 8 h 24 min 10 s |
| 2.º | John Degenkolb          | Lotto-Soudal       | + 32 s          |
| 3.º | Alan Riou               | Arkéa-Samsic       | + 34 s          |
| 4.º | Enric Mas               | Movistar Team      | + 35 s          |
| 5.º | Nélson Filippe Oliveira | Movistar Team      | + 36 s          |
| 6.º | Victor Lafay            | Cofidis            | + 37 s          |
| 7.º | Simone Consonni         | Cofidis            | + 38 s          |
| 8.º | Colin Joyce             | Rally Cycling      | + 38 s          |
| 9.º | Matis Louvel            | Arkéa-Samsic       | + 38 s          |
| 10.º | Franck Bonnamour        | B&B Hotels p/b KTM | + 38 s          |

### 3.ª etapa
| Torrente - Fuente la Reina | etapa de media montaña | (164,83 km) |

| \| Clasificación de la etapa \| Clasificación de la etapa \| Clasificación de la etapa \| Clasificación de la etapa \| Clasificación de la etapa \| \| Ciclista \| Ciclista \| Equipo \| Tiempo \| \| \| ------------------------- \| ------------------------- \| ------------------------- \| ------------------------- \| ------------------------- \| \| 1.º \| Enric Mas \| Movistar Team \| 4 h 11 min 47 s \| \| \| 2.º \| Victor Lafay \| Cofidis \| + 2 s \| \| \| 3.º \| Élie Gesbert \| Arkéa-Samsic \| + 8 s \| \| \| 4.º \| Luis Ángel Maté \| Euskaltel-Euskadi \| + 29 s \| \| \| 5.º \| Gotzon Martín \| Euskaltel-Euskadi \| + 31 s \| \| \| 6.º \| Rémy Mertz \| Bingoal Pauwels Sauces WB \| + 31 s \| \| \| 7.º \| Nélson Filippe Oliveira \| Movistar Team \| + 35 s \| \| \| 8.º \| Rémy Rochas \| Cofidis \| + 38 s \| \| \| 9.º \| Stefan Küng \| Groupama-FDJ \| + 38 s \| \| \| 10.º \| Mikel Iturria \| Euskaltel-Euskadi \| + 1 min 33 s \| \| |                         |                           |                 |
| |                         |                           |                 |
| Fuente: ProCyclingStats |                         |                           |                 |
| Clasificación de la etapa |                         |                           |                 |
| Ciclista | Ciclista                | Equipo                    | Tiempo          |
| 1.º | Enric Mas               | Movistar Team             | 4 h 11 min 47 s |
| 2.º | Victor Lafay            | Cofidis                   | + 2 s           |
| 3.º | Élie Gesbert            | Arkéa-Samsic              | + 8 s           |
| 4.º | Luis Ángel Maté         | Euskaltel-Euskadi         | + 29 s          |
| 5.º | Gotzon Martín           | Euskaltel-Euskadi         | + 31 s          |
| 6.º | Rémy Mertz              | Bingoal Pauwels Sauces WB | + 31 s          |
| 7.º | Nélson Filippe Oliveira | Movistar Team             | + 35 s          |
| 8.º | Rémy Rochas             | Cofidis                   | + 38 s          |
| 9.º | Stefan Küng             | Groupama-FDJ              | + 38 s          |
| 10.º | Mikel Iturria           | Euskaltel-Euskadi         | + 1 min 33 s    |

| \| Clasificación general \| Clasificación general \| Clasificación general \| Clasificación general \| Clasificación general \| \| Ciclista \| Ciclista \| Equipo \| Tiempo \| \| \| --------------------- \| ----------------------- \| ------------------------- \| --------------------- \| --------------------- \| \| 1.º \| Enric Mas \| Movistar Team \| 12 h 36 min 22 s \| \| \| 2.º \| Victor Lafay \| Cofidis \| + 8 s \| \| \| 3.º \| Élie Gesbert \| Arkéa-Samsic \| + 17 s \| \| \| 4.º \| Luis Ángel Maté \| Euskaltel-Euskadi \| + 42 s \| \| \| 5.º \| Rémy Mertz \| Bingoal Pauwels Sauces WB \| + 44 s \| \| \| 6.º \| Nélson Filippe Oliveira \| Movistar Team \| + 46 s \| \| \| 7.º \| Stefan Küng \| Groupama-FDJ \| + 51 s \| \| \| 8.º \| Rémy Rochas \| Cofidis \| + 51 s \| \| \| 9.º \| Jonathan Lastra \| Caja Rural-Seguros RGA \| + 1 min 48 s \| \| \| 10.º \| Gotzon Martín \| Euskaltel-Euskadi \| + 1 min 55 s \| \| |                         |                           |                  |
| |                         |                           |                  |
| Fuente: ProCyclingStats |                         |                           |                  |
| Clasificación general |                         |                           |                  |
| Ciclista | Ciclista                | Equipo                    | Tiempo           |
| 1.º | Enric Mas               | Movistar Team             | 12 h 36 min 22 s |
| 2.º | Victor Lafay            | Cofidis                   | + 8 s            |
| 3.º | Élie Gesbert            | Arkéa-Samsic              | + 17 s           |
| 4.º | Luis Ángel Maté         | Euskaltel-Euskadi         | + 42 s           |
| 5.º | Rémy Mertz              | Bingoal Pauwels Sauces WB | + 44 s           |
| 6.º | Nélson Filippe Oliveira | Movistar Team             | + 46 s           |
| 7.º | Stefan Küng             | Groupama-FDJ              | + 51 s           |
| 8.º | Rémy Rochas             | Cofidis                   | + 51 s           |
| 9.º | Jonathan Lastra         | Caja Rural-Seguros RGA    | + 1 min 48 s     |
| 10.º | Gotzon Martín           | Euskaltel-Euskadi         | + 1 min 55 s     |

### 4.ª etapa
| chilches - Almenara | contrarreloj individual | (14,4 km) |

| \| Clasificación de la etapa \| Clasificación de la etapa \| Clasificación de la etapa \| Clasificación de la etapa \| Clasificación de la etapa \| \| Ciclista \| Ciclista \| Equipo \| Tiempo \| \| \| ------------------------- \| ------------------------- \| ------------------------- \| ------------------------- \| ------------------------- \| \| 1.º \| Stefan Küng \| Groupama-FDJ \| 16 min 12 s \| \| \| 2.º \| Nélson Filippe Oliveira \| Movistar Team \| + 11 s \| \| \| 3.º \| Thibault Guernalec \| Arkéa-Samsic \| + 40 s \| \| \| 4.º \| Miles Scotson \| Groupama-FDJ \| + 41 s \| \| \| 5.º \| Arnaud Démare \| Groupama-FDJ \| + 1 min 03 s \| \| \| 6.º \| Matis Louvel \| Arkéa-Samsic \| + 1 min 08 s \| \| \| 7.º \| Sebastián Mora \| Movistar Team \| + 1 min 09 s \| \| \| 8.º \| Alan Riou \| Arkéa-Samsic \| + 1 min 12 s \| \| \| 9.º \| Xabier Mikel Azparren \| Euskaltel-Euskadi \| + 1 min 13 s \| \| \| 10.º \| Diego López \| Equipo Kern Pharma \| + 1 min 14 s \| \| |                         |                    |              |
| |                         |                    |              |
| Fuente: ProCyclingStats |                         |                    |              |
| Clasificación de la etapa |                         |                    |              |
| Ciclista | Ciclista                | Equipo             | Tiempo       |
| 1.º | Stefan Küng             | Groupama-FDJ       | 16 min 12 s  |
| 2.º | Nélson Filippe Oliveira | Movistar Team      | + 11 s       |
| 3.º | Thibault Guernalec      | Arkéa-Samsic       | + 40 s       |
| 4.º | Miles Scotson           | Groupama-FDJ       | + 41 s       |
| 5.º | Arnaud Démare           | Groupama-FDJ       | + 1 min 03 s |
| 6.º | Matis Louvel            | Arkéa-Samsic       | + 1 min 08 s |
| 7.º | Sebastián Mora          | Movistar Team      | + 1 min 09 s |
| 8.º | Alan Riou               | Arkéa-Samsic       | + 1 min 12 s |
| 9.º | Xabier Mikel Azparren   | Euskaltel-Euskadi  | + 1 min 13 s |
| 10.º | Diego López             | Equipo Kern Pharma | + 1 min 14 s |

| \| Clasificación general \| Clasificación general \| Clasificación general \| Clasificación general \| Clasificación general \| \| Ciclista \| Ciclista \| Equipo \| Tiempo \| \| \| --------------------- \| ----------------------- \| ------------------------- \| --------------------- \| --------------------- \| \| 1.º \| Stefan Küng \| Groupama-FDJ \| 12 h 53 min 25 s \| \| \| 2.º \| Nélson Filippe Oliveira \| Movistar Team \| + 6 s \| \| \| 3.º \| Enric Mas \| Movistar Team \| + 36 s \| \| \| 4.º \| Victor Lafay \| Cofidis \| + 45 s \| \| \| 5.º \| Élie Gesbert \| Arkéa-Samsic \| + 1 min 01 s \| \| \| 6.º \| Luis Ángel Maté \| Euskaltel-Euskadi \| + 1 min 37 s \| \| \| 7.º \| Rémy Mertz \| Bingoal Pauwels Sauces WB \| + 1 min 53 s \| \| \| 8.º \| Rémy Rochas \| Cofidis \| + 2 min 03 s \| \| \| 9.º \| Miles Scotson \| Groupama-FDJ \| + 2 min 26 s \| \| \| 10.º \| Matis Louvel \| Arkéa-Samsic \| + 2 min 43 s \| \| |                         |                           |                  |
| |                         |                           |                  |
| Fuente: ProCyclingStats |                         |                           |                  |
| Clasificación general |                         |                           |                  |
| Ciclista | Ciclista                | Equipo                    | Tiempo           |
| 1.º | Stefan Küng             | Groupama-FDJ              | 12 h 53 min 25 s |
| 2.º | Nélson Filippe Oliveira | Movistar Team             | + 6 s            |
| 3.º | Enric Mas               | Movistar Team             | + 36 s           |
| 4.º | Victor Lafay            | Cofidis                   | + 45 s           |
| 5.º | Élie Gesbert            | Arkéa-Samsic              | + 1 min 01 s     |
| 6.º | Luis Ángel Maté         | Euskaltel-Euskadi         | + 1 min 37 s     |
| 7.º | Rémy Mertz              | Bingoal Pauwels Sauces WB | + 1 min 53 s     |
| 8.º | Rémy Rochas             | Cofidis                   | + 2 min 03 s     |
| 9.º | Miles Scotson           | Groupama-FDJ              | + 2 min 26 s     |
| 10.º | Matis Louvel            | Arkéa-Samsic              | + 2 min 43 s     |

### 5.ª etapa
| Paterna - Valencia | etapa llana | (91,72 km) |

| \| Clasificación de la etapa \| Clasificación de la etapa \| Clasificación de la etapa \| Clasificación de la etapa \| Clasificación de la etapa \| \| Ciclista \| Ciclista \| Equipo \| Tiempo \| \| \| ------------------------- \| ------------------------- \| ------------------------- \| ------------------------- \| ------------------------- \| \| 1.º \| Arnaud Démare \| Groupama-FDJ \| 1 h 56 min 25 s \| \| \| 2.º \| Jon Aberasturi \| Caja Rural-Seguros RGA \| + 0 s \| \| \| 3.º \| Timothy Dupont \| Bingoal Pauwels Sauces WB \| + 0 s \| \| \| 4.º \| Simone Consonni \| Cofidis \| + 0 s \| \| \| 5.º \| Colin Joyce \| Rally Cycling \| + 0 s \| \| \| 6.º \| Caleb Ewan \| Lotto-Soudal \| + 0 s \| \| \| 7.º \| Alex Molenaar \| Burgos-BH \| + 0 s \| \| \| 8.º \| Bram Welten \| Arkéa-Samsic \| + 0 s \| \| \| 9.º \| Gerben Thijssen \| Lotto-Soudal \| + 0 s \| \| \| 10.º \| Francesco Di Felice \| MG.K Vis VPM \| + 0 s \| \| |                     |                           |                 |
| |                     |                           |                 |
| Fuente: ProCyclingStats |                     |                           |                 |
| Clasificación de la etapa |                     |                           |                 |
| Ciclista | Ciclista            | Equipo                    | Tiempo          |
| 1.º | Arnaud Démare       | Groupama-FDJ              | 1 h 56 min 25 s |
| 2.º | Jon Aberasturi      | Caja Rural-Seguros RGA    | + 0 s           |
| 3.º | Timothy Dupont      | Bingoal Pauwels Sauces WB | + 0 s           |
| 4.º | Simone Consonni     | Cofidis                   | + 0 s           |
| 5.º | Colin Joyce         | Rally Cycling             | + 0 s           |
| 6.º | Caleb Ewan          | Lotto-Soudal              | + 0 s           |
| 7.º | Alex Molenaar       | Burgos-BH                 | + 0 s           |
| 8.º | Bram Welten         | Arkéa-Samsic              | + 0 s           |
| 9.º | Gerben Thijssen     | Lotto-Soudal              | + 0 s           |
| 10.º | Francesco Di Felice | MG.K Vis VPM              | + 0 s           |

## Clasificaciones finales
- Las clasificaciones finalizaron de la siguiente forma:[5]

### Clasificación general
| \| Clasificación general \| Clasificación general \| Clasificación general \| Clasificación general \| Clasificación general \| \| Ciclista \| Ciclista \| Equipo \| Tiempo \| \| \| --------------------- \| ----------------------- \| ------------------------- \| --------------------- \| --------------------- \| \| 1.º \| Stefan Küng \| Groupama-FDJ \| 14 h 49 min 50 s \| \| \| 2.º \| Nélson Filippe Oliveira \| Movistar Team \| + 6 s \| \| \| 3.º \| Enric Mas \| Movistar Team \| + 36 s \| \| \| 4.º \| Victor Lafay \| Cofidis \| + 45 s \| \| \| 5.º \| Élie Gesbert \| Arkéa-Samsic \| + 1 min 01 s \| \| \| 6.º \| Luis Ángel Maté \| Euskaltel-Euskadi \| + 1 min 37 s \| \| \| 7.º \| Rémy Mertz \| Bingoal Pauwels Sauces WB \| + 1 min 53 s \| \| \| 8.º \| Rémy Rochas \| Cofidis \| + 2 min 03 s \| \| \| 9.º \| Miles Scotson \| Groupama-FDJ \| + 2 min 26 s \| \| \| 10.º \| Matis Louvel \| Arkéa-Samsic \| + 2 min 43 s \| \| |                         |                           |                  |
| |                         |                           |                  |
| Fuente: ProCyclingStats |                         |                           |                  |
| Clasificación general |                         |                           |                  |
| Ciclista | Ciclista                | Equipo                    | Tiempo           |
| 1.º | Stefan Küng             | Groupama-FDJ              | 14 h 49 min 50 s |
| 2.º | Nélson Filippe Oliveira | Movistar Team             | + 6 s            |
| 3.º | Enric Mas               | Movistar Team             | + 36 s           |
| 4.º | Victor Lafay            | Cofidis                   | + 45 s           |
| 5.º | Élie Gesbert            | Arkéa-Samsic              | + 1 min 01 s     |
| 6.º | Luis Ángel Maté         | Euskaltel-Euskadi         | + 1 min 37 s     |
| 7.º | Rémy Mertz              | Bingoal Pauwels Sauces WB | + 1 min 53 s     |
| 8.º | Rémy Rochas             | Cofidis                   | + 2 min 03 s     |
| 9.º | Miles Scotson           | Groupama-FDJ              | + 2 min 26 s     |
| 10.º | Matis Louvel            | Arkéa-Samsic              | + 2 min 43 s     |

### Clasificación de la montaña
| Clasificación de la montaña | Clasificación de la montaña | Clasificación de la montaña | Clasificación de la montaña | Clasificación de la montaña |
| Ciclista                    | Ciclista                    | Equipo                      | Puntos                      |                             |
| --------------------------- | --------------------------- | --------------------------- | --------------------------- | --------------------------- |
| 1.º                         | Ibon Ruiz                   | Equipo Kern Pharma          | 30 pts                      |                             |
| 2.º                         | Enric Mas                   | Movistar Team               | 12 pts                      |                             |
| 3.º                         | Victor Lafay                | Cofidis                     | 8 pts                       |                             |
| 4.º                         | Lennert Teugels             | Tarteletto-Isorex           | 8 pts                       |                             |
| 5.º                         | Stephen Bassett             | Rally Cycling               | 6 pts                       |                             |
| 6.º                         | Mikel Iturria               | Euskaltel-Euskadi           | 4 pts                       |                             |
| 7.º                         | Thibault Guernalec          | Arkéa-Samsic                | 4 pts                       |                             |
| 8.º                         | Ángel Madrazo               | Burgos-BH                   | 4 pts                       |                             |
| 9.º                         | Rémy Rochas                 | Cofidis                     | 3 pts                       |                             |
| 10.º                        | Unai Cuadrado               | Euskaltel-Euskadi           | 3 pts                       |                             |

### Clasificación de los puntos
| Clasificación por puntos | Clasificación por puntos | Clasificación por puntos  | Clasificación por puntos | Clasificación por puntos |
| Ciclista                 | Ciclista                 | Equipo                    | Puntos                   |                          |
| ------------------------ | ------------------------ | ------------------------- | ------------------------ | ------------------------ |
| 1.º                      | Arnaud Démare            | Groupama-FDJ              | 62 pts                   |                          |
| 2.º                      | Stefan Küng              | Groupama-FDJ              | 41 pts                   |                          |
| 3.º                      | Simone Consonni          | Cofidis                   | 40 pts                   |                          |
| 4.º                      | Miles Scotson            | Groupama-FDJ              | 39 pts                   |                          |
| 5.º                      | Timothy Dupont           | Bingoal Pauwels Sauces WB | 36 pts                   |                          |
| 6.º                      | Colin Joyce              | Rally Cycling             | 34 pts                   |                          |
| 7.º                      | Nélson Filippe Oliveira  | Movistar Team             | 31 pts                   |                          |
| 8.º                      | Enric Mas                | Movistar Team             | 30 pts                   |                          |
| 9.º                      | Caleb Ewan               | Lotto-Soudal              | 26 pts                   |                          |
| 10.º                     | Alan Riou                | Arkéa-Samsic              | 24 pts                   |                          |

### Clasificación de los jóvenes
| Clasificación del mejor joven | Clasificación del mejor joven | Clasificación del mejor joven | Clasificación del mejor joven | Clasificación del mejor joven |
| Ciclista                      | Ciclista                      | Equipo                        | Tiempo                        |                               |
| ----------------------------- | ----------------------------- | ----------------------------- | ----------------------------- | ----------------------------- |
| 1.º                           | Victor Lafay                  | Cofidis                       | 14 h 50 min 35 s              |                               |
| 2.º                           | Rémy Rochas                   | Cofidis                       | + 1 min 18 s                  |                               |
| 3.º                           | Matis Louvel                  | Arkéa-Samsic                  | + 1 min 58 s                  |                               |
| 4.º                           | Diego López                   | Equipo Kern Pharma            | + 2 min 02 s                  |                               |
| 5.º                           | Savva Novikov                 | Equipo Kern Pharma            | + 2 min 13 s                  |                               |
| 6.º                           | Abner González                | Movistar Team                 | + 2 min 35 s                  |                               |
| 7.º                           | Gotzon Martín                 | Euskaltel-Euskadi             | + 2 min 45 s                  |                               |
| 8.º                           | Juan Diego Alba               | Movistar Team                 | + 3 min 30 s                  |                               |
| 9.º                           | Jefferson Cepeda              | Caja Rural-Seguros RGA        | + 3 min 51 s                  |                               |
| 10.º                          | Jordi López                   | Equipo Kern Pharma            | + 4 min 54 s                  |                               |

### Clasificación por equipos
| Clasificación por equipos | Clasificación por equipos | Clasificación por equipos | Clasificación por equipos |
| Equipo                    | Equipo                    | Tiempo                    |                           |
| ------------------------- | ------------------------- | ------------------------- | ------------------------- |
| 1.º                       | Movistar Team             | 44 h 33 min 03 s          |                           |
| 2.º                       | Groupama-FDJ              | + 4 min 06 s              |                           |
| 3.º                       | Euskaltel-Euskadi         | + 4 min 30 s              |                           |
| 4.º                       | Equipo Kern Pharma        | + 5 min 48 s              |                           |
| 5.º                       | Arkéa-Samsic              | + 5 min 51 s              |                           |
| 6.º                       | Bingoal Pauwels Sauces WB | + 8 min 58 s              |                           |
| 7.º                       | Cofidis                   | + 12 min 19 s             |                           |
| 8.º                       | Burgos-BH                 | + 13 min 32 s             |                           |
| 9.º                       | Rally Cycling             | + 23 min 14 s             |                           |
| 10.º                      | B&B Hotels p/b KTM        | + 23 min 49 s             |                           |

## Evolución de las clasificaciones
| Etapa                   | Vencedor                | Clasificación general | Clasificación de la montaña | Clasificación de los puntos | Clasificación de los jóvenes | Clasificación por equipos |
| ----------------------- | ----------------------- | --------------------- | --------------------------- | --------------------------- | ---------------------------- | ------------------------- |
| 1.ª                     | Miles Scotson           | Miles Scotson         | Ibon Ruiz                   | Miles Scotson               | Alan Riou                    | Groupama-FDJ              |
| 2.ª                     | Arnaud Démare           | Miles Scotson         | Ibon Ruiz                   | Simone Consonni             | Alan Riou                    | Groupama-FDJ              |
| 3.ª                     | Enric Mas               | Enric Mas             | Ibon Ruiz                   | Enric Mas                   | Victor Lafay                 | Movistar                  |
| 4.ª                     | Stefan Küng             | Stefan Küng           | Ibon Ruiz                   | Stefan Küng                 | Victor Lafay                 | Movistar                  |
| 5.ª                     | Arnaud Démare           | Stefan Küng           | Ibon Ruiz                   | Arnaud Démare               | Victor Lafay                 | Movistar                  |
| Clasificaciones finales | Clasificaciones finales | Stefan Küng           | Ibon Ruiz                   | Arnaud Démare               | Victor Lafay                 | Movistar                  |

## Ciclistas participantes y posiciones finales
Convenciones:
- AB-N: Abandono en la etapa "N"
- FLT-N: Retiro por arribo fuera del límite de tiempo en la etapa "N"
- NTS-N: No tomó la salida para la etapa "N"
- DES-N: Descalificado o expulsado en la etapa "N"

## UCI World Ranking
La Vuelta a la Comunidad Valenciana otorgó puntos para el UCI World Ranking para corredores de los equipos en las categorías UCI WorldTeam, UCI ProTeam y Continental. Las siguientes tablas son el baremo de puntuación y los 10 corredores que obtuvieron más puntos:
| Posición              | 1.º | 2.º | 3.º | 4.º | 5.º | 6.º | 7.º | 8.º | 9.º | 10.º | 11.º | 12.º | 13.º | 14.º | 15.º | 16.º-30.º | 31.º-40.º |
| Clasificación general | 200 | 150 | 125 | 100 | 85  | 70  | 60  | 50  | 40  | 35   | 30   | 25   | 20   | 15   | 10   | 5         | 3         |
| Por etapa             | 20  | 10  | 5   |     |     |     |     |     |     |      |      |      |      |      |      |           |           |
| Líder                 | 5   |     |     |     |     |     |     |     |     |      |      |      |      |      |      |           |           |

| Clasificación |                 |                            |         |       |       |       |
| Posición      | Ciclista        | Equipo                     | General | Etapa | Líder | Total |
| ------------- | --------------- | -------------------------- | ------- | ----- | ----- | ----- |
| 1.º           | Stefan Küng     | Groupama-FDJ               | 200     | 20    | 5     | 225   |
| 2.º           | Nélson Oliveira | Movistar                   | 150     | 10    | -     | 160   |
| 3.º           | Enric Mas       | Movistar                   | 125     | 20    | 5     | 150   |
| 4.º           | Victor Lafay    | Cofidis, Solutions Crédits | 100     | 10    | -     | 110   |
| 5.º           | Élie Gesbert    | Arkéa Samsic               | 85      | 5     | -     | 90    |
| 6.º           | Luis Ángel Maté | Euskaltel-Euskadi          | 70      | -     | -     | 70    |
| 7.º           | Miles Scotson   | Groupama-FDJ               | 40      | 20    | 10    | 70    |
| 8.º           | Rémy Mertz      | Bingoal Pauwels Sauces WB  | 60      | -     | -     | 60    |
| 9.º           | Rémy Rochas     | Cofidis, Solutions Crédits | 50      | -     | -     | 50    |
| 10.º          | Arnaud Démare   | Groupama-FDJ               | -       | 40    | -     | 40    |